# Peter Buck (gitarist)

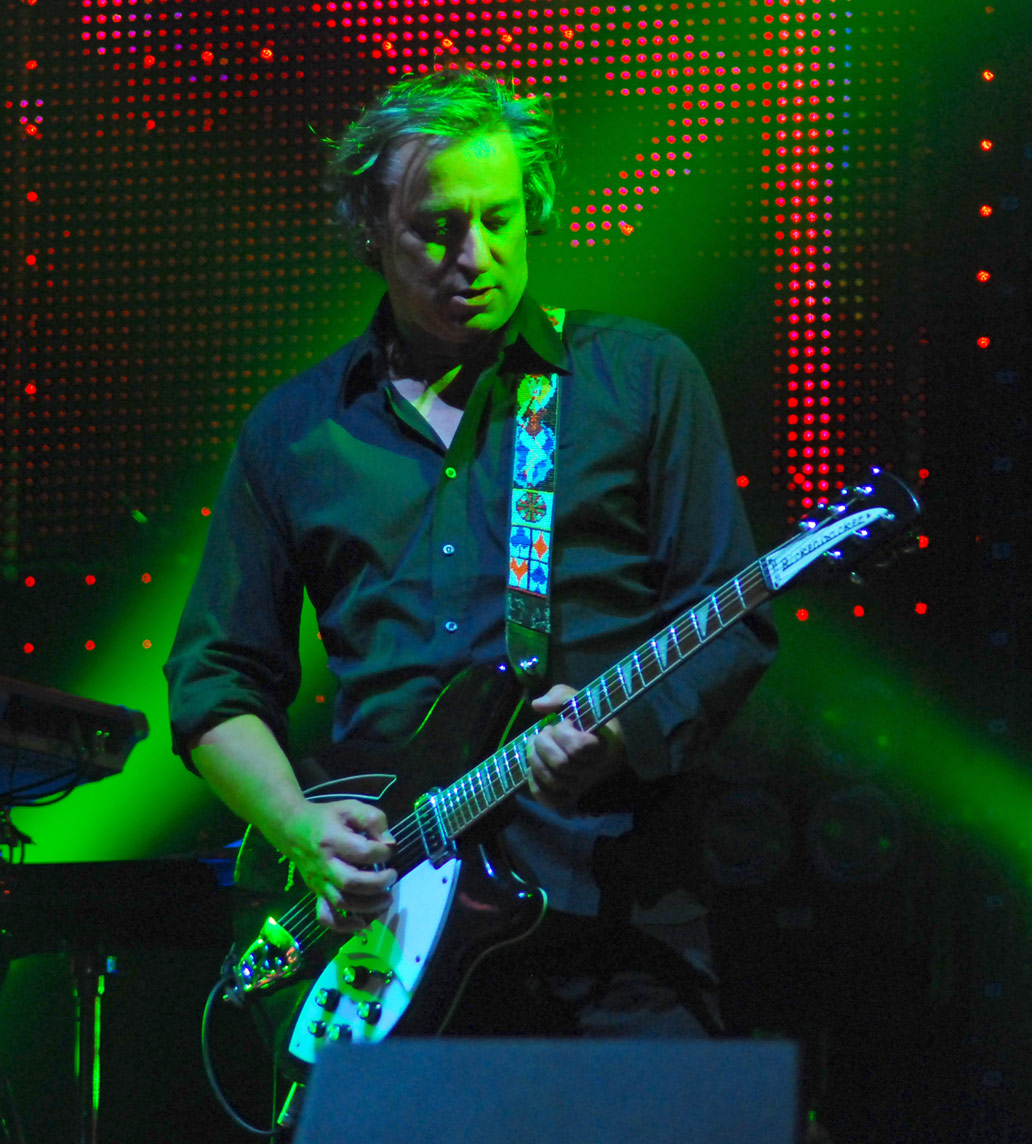
Peter Buck

Peter Lawrence Buck (Berkeley (California), 6 december 1956) werd bekend als gitarist van de groep R.E.M., die hij vormde met Michael Stipe, Mike Mills en vroeger ook Bill Berry. 
In 1978 was Peter Buck net met zijn studie in Atlanta, Georgia zijn woonplaats, gestopt. Hij verhuisde toen naar Athens, om er te gaan werken in een nieuw filiaal van de tweedehandsplatenzaak waarvoor hij als student reeds werkte in Atlanta. Daar leerde hij Michael Stipe kennen, die zich, na zowat overal te hebben gewoond (zijn vader zat bij de luchtmacht), vestigde in een dorpje nabij Athens. Stipe kwam vaak in de platenzaak waar Peter Buck werkte. Ze woonden heel dicht bij elkaar en hielden allebei van muziek spelen en zaten dus vaak samen te experimenteren. Via een vriendin kwamen Peter en Michael in 1980 in contact met Bill en Mike. Hij zou deel uitmaken van R.E.M. totdat de band in 2011 ophield te bestaan.

## Nevenprojecten
Tijdens zijn carrière bij R.E.M. (1980-2011), maar ook tijdens zijn daaropvolgende solocarrière, was Buck op verschillende momenten officieel lid van talloze 'nevenproject'-groepen. Tot deze groepen behoorden Arthur Buck (met Joseph Arthur), Hindu Love Gods, The Minus 5, Tuatara, The Baseball Project, Robyn Hitchcock and the Venus 3, Tired Pony, The No-Ones en Filthy Friends, die elk minstens één volledig studioalbum hebben uitgebracht. Daarnaast heeft het experimentele combo Slow Music (met Fred Chalenor, Hector Zazou, Matt Chamberlain, Robert Fripp en Bill Rieflin) een officiële live concert-CD uitgebracht. Een andere projectgroep genaamd Full Time Men bracht een EP uit toen Buck lid was. Ook de ad hoc “supergroepen” Bingo Hand Job (Billy Bragg en R.E.M.), Musical Kings (Michelle Malone, Peter Buck, John Keane) en Nigel & The Crosses (Robyn Hitchcock, Peter Buck, Glenn Tilbrook en anderen) hebben elk een track uitgebracht. 
- Bibliothèque nationale de France: cb141600213 (data)
- Gemeinsame Normdatei: 13433938X
- International Standard Name Identifier: 0000 0001 1511 7410
- Library of Congress Control Number: n91125816
- MusicBrainz: 2bab20bf-8dab-4af8-b7b0-ba8e30860261
- Nationale Bibliotheek van Tsjechië: ola2002151825
- Nationale Bibliotheek van Israël: 987007420401605171
- Virtual International Authority File: 84964072